# Aphodius fimbriolatus
Aphodius fimbriolatus is een keversoort uit de familie bladsprietkevers (Scarabaeidae). De wetenschappelijke naam van de soort is voor het eerst geldig gepubliceerd in 1849 door Mannerheim.